# 浦安市消防本部
浦安市消防本部（うらやすししょうぼうほんぶ）は、千葉県浦安市の消防部局（消防本部）。管轄区域は浦安市全域。

## 概要
- 消防本部：浦安市猫実1-19-22
- 管内面積：16.98km2
- 職員定数：220人
- 消防署1カ所、出張所3カ所
- 主力機械（2023年3月31日現在）
  - 水槽付消防ポンプ自動車：4
  - 大型水槽車：1
  - 消防ポンプ自動車：4
  - 救助工作車：1
  - はしご付消防自動車：2
  - 救急自動車：8
  - 指揮車：1
  - 査察広報車：3
  - 資機材搬送車：2
  - その他の車両:6

【主力機械に関する参考文献

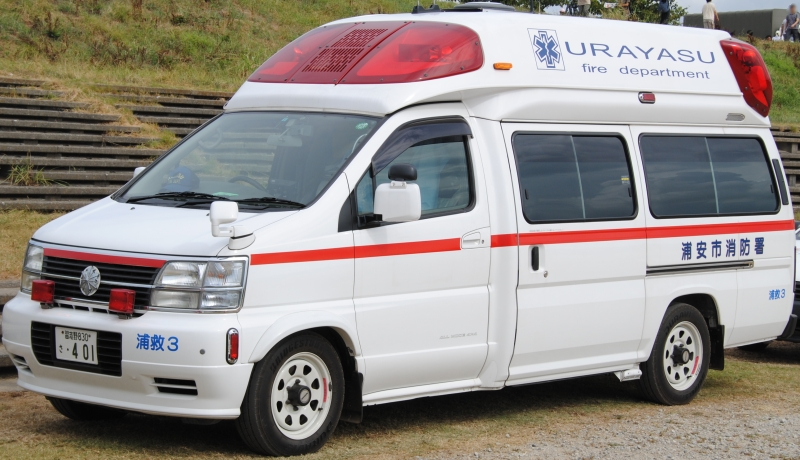
救急車

https://www.city.urayasu.lg.jp/_res/projects/default_project/_page_/001/002/902/nenpopuikkatu.pdf　令和4年版消防年報（浦安市消防本部）]】

## 沿革
- 1974年4月1日　浦安町消防本部及び浦安町消防署を開設する。
- 1979年4月1日　今川出張所を開設する。
- 1981年4月1日　市制を施行し浦安市となる。浦安市消防本部及び浦安市消防署に改称する。
- 1988年4月1日　堀江出張所を開設する。
- 1992年4月1日　消防音楽隊が発足する。
- 1995年3月17日　初の高規格救急車を配置する。
- 2003年4月1日 松戸市消防局内に設けた千葉北西部消防指令センターに通信指令業務を委託[1]。
- 2014年10月20日　日の出出張所を運用開始する。
- 2021年4月1日　10市による、ちば北西部消防指令センター運用開始。

## 組織
- 本部 - 総務課、予防課、警防課
- 消防署

## 消防署
| 消防署       | 住所        | 出張所                                                |
| ------------ | ----------- | ----------------------------------------------------- |
| 浦安市消防署 | 猫実1-19-22 | 今川：今川4-11-1 堀江：堀江4-18-6 日の出：日の出4-1-3 |

## 不祥事
- 2019年3月8日 - 浦安市消防署の男性消防士（22歳）が、1月12日正午ごろ、市美浜放置自転車保管場所で、他人の自転車を自分のものだと偽って持ち去った。自転車の返還には住所や名前を書類に書く必要があり、消防士は実際の住所などを記入していた。1月24日に持ち主からの問い合わせがあり、被害が発覚した。消防本部は3月8日、男性消防士を停職（6か月）の懲戒処分とした。男性消防士は同日付で依願退職[2]。
- 2022年3月 - 個人情報の不適正利用に当たるとして、職務で知った女性の携帯番号が記載された書類を自分のスマートフォンで無断撮影した上、同番号に相手の許可なくショートメッセージを送信した男性消防士長（38）を減給10分の1（1か月）の懲戒処分とした。